# ゲーテとシラーの像

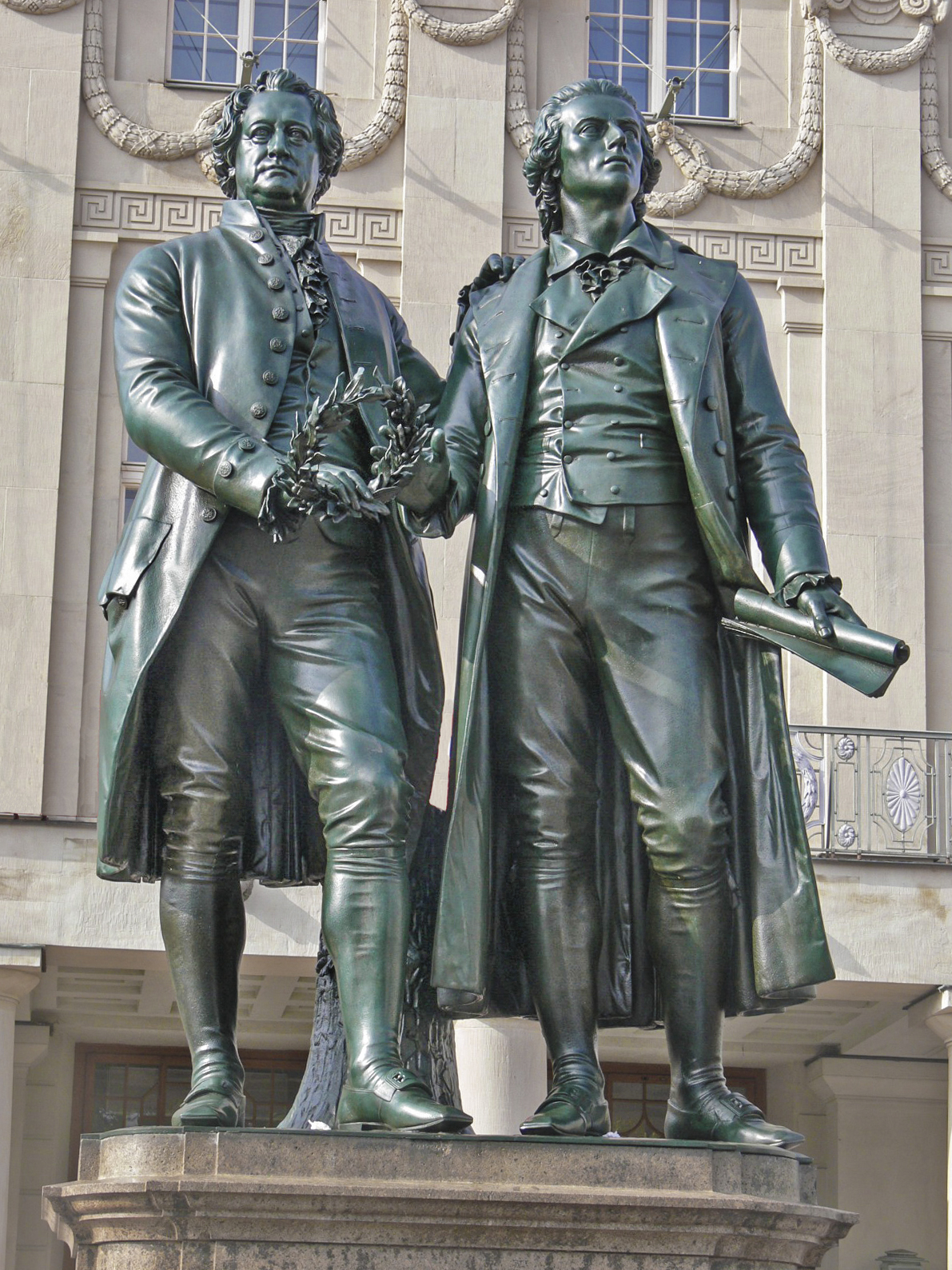
ヴァイマル国民劇場前に立つゲーテとシラーの像

ゲーテとシラーの像（ゲーテとシラーのぞう、ドイツ語: Goethe-Schiller-Denkmal）とは、ドイツ文学巨匠のヨハン・ヴォルフガング・フォン・ゲーテとフリードリヒ・フォン・シラーの双方が並んだ像で、ゲーテ＝シラー記念碑とも呼ばれる。

## 概要
このゲーテとシラーの像は1857年に作られ、ドイツ・ヴァイマルにあるドイツ国民劇場の前に立っている。ドレスデンの彫刻家エルンスト・リーチェル（Ernst Rietschel: 1804-1861）によって制作されたものである。
この記念碑にはゲーテとシラー双方が並んで立っている様子が描かれている。像に向かって左手のゲーテは年上で、頑丈な体格でコートを着て、静かに前を見て、オークの切り株にもたれかかっている。彼の左手はシラーの肩をつかみ、右手で月桂樹の花輪を手渡している。向かって右手のシラーは若々しく、ほっそりした体格で、襟と開いたベストを備えた長いフロックコートを着ていて、左手に巻物を持ち、右手は半分花輪に手を伸ばしている。
文学的な平等性を強調するために、二人は同じ身長で示されているが、シラーは1.80mで、1.69mのゲーテよりもかなり背が高かった。

## 他国でのゲーテとシラーの像
ゲーテとシラーの像は、ドイツからの移民が多いアメリカ合衆国にも建てられており、サンフランシスコの像（Goethe–Schiller Monument in San Francisco、1901年）、クリーブランドの像（1907年）、ミルウォーキーの像（Goethe–Schiller Monument in Milwaukee、1908年）、シラキュースの像（Goethe–Schiller Monument in Syracuse、1911年）へもコピーされている。中国上海市の安亭にも、2006年に同じ像が建てられた。

## 参照項目
- ドイツの文化
- ゲーテのヴァイマル生活
- シラーのヴァイマル生活
- ドイツ文学のヴァイマール古典主義時代（1786年 - 1805年）